# Hyla simplex
Hyla simplex är en groddjursart som beskrevs av Oskar Boettger 1901. Hyla simplex ingår i släktet Hyla och familjen lövgrodor. IUCN kategoriserar arten globalt som livskraftig. Inga underarter finns listade i Catalogue of Life.